# Devatero pohádek
Kniha Karla Čapka Devatero pohádek a ještě jedna od Josefa Čapka jako přívažek z roku 1932 je soubor pohádek. S milým, vstřícným humorem autor pomocí pohádkových příběhů objasňuje spoustu jevů běžného života a popisuje, co se děje ve chvílích a na místech, kam málokdy je člověk puštěn. Vysvětlí nám spoustu faktů z psí a kočičí říše nebo z profese pošťácké, loupežnické či vodnické.
Poprvé vyšla v roce 1932; jako společný vydavatel byla uvedena nakladatelství Aventinum a Fr. Borový. Důvodem byla tehdejší situace, kdy se bratři Čapkové rozcházeli s nakladatelstvím Aventinum, které bylo ve finančních potížích. V roce 2015 v Česku vyšla kniha poprvé s novými ilustracemi. Nakreslila je Edita Krausová.

## Příběh
Velká kočičí pohádka
Pohádka pojednává o rozbitém koleni jedné princezny a co vše se poté může stát.
Princezna chce vyzkoušet jestli kočky skutečně dopadají na všechny čtyři. Její Jůra ne. Dopadne totiž na hlavu, a to kouzelníkovi. To rozpoutá kolotoč, kdy uprchlého kouzelníka i s kočkou neúspěšně hledají detektivové z celé Evropy. Vypátrá ho až americký detektiv Sidney Hall.
Psí pohádka
Tato pohádka vypráví příběh pejska Voříška, kterého se ujal jeden dědeček, naučil ho štěkat a jednou ho zapomněl v jedné hospůdce. Voříšek šel domů sám a na louce potkal tančící psí víly. Ty si po tanečku sedly k nejstarší z víl a poslouchaly její vyprávění o pokladu. Kde je poklad se však Voříšek nedověděl, ale my už víme, proč dnes všichni psi hrabou. Hledají poklad.
Pohádka ptačí
V této pohádce je nám objasněno, proč především po ránu slyšíme ptačí švitoření. Ptáčci si podobně jako drbny na pavlači vyprávějí příběhy o osudech svého druhu. Osudy ptáčků z příběhů se často velmi podobají těm lidským příběhům a především povahovým rysům.
První loupežnická 
První loupežnická je jako jediná pohádka v tomto souboru dílem Josefa Čapka. Hlavní postavou je tlustý pradědeček, povoláním sekerník a obchodník s jetelovým semínkem. Když se poté, co prodal koně, vracel s penězi a se psem Voříškem, zastihla ho bouřka. Schoval se do blízkého hostince, kde však seděli maskovaní loupežníci. Dědeček, aby se zachránil před jejich nekalostí, si vymyslel, že je loupežník Velevrah. Aby si pradědečka vyzkoušeli, dávali mu různé otázky týkající se loupežnické profese.
Pohádka vodnická
I vodníci pořádají konference. Předmětem jejich diskuzí jsou například otázky proč už Česko není celé pod vodou nebo proč voda už není němá.
Druhá loupežnická pohádka
Starý Lotrando byl obávaným loupežníkem. Rodiče pro své děti většinou chtějí to nejlepší, proto starý Lotrando poslal svého synka do klášterní školy. U smrtelné postele mladý Lotrando otci slíbil, že bude pokračovat v jeho řemesle – neví však o jaké řemeslo se jedná. Lotrando nezdědil loupežnický talent, a proto ho okrádaní většinou přemluví, aby tak nečinil. Jednoho dne jde pro radu k převorovi, který mu navrhne, aby se stal výběrčím mýtného na hranicích. Tam se z Lotranda stane nerudný a netrpělivý výběrčí.
Tulácká pohádka
Tulák František Král byl obětí předsudků. Lidé ve městě ho nepřijali z důvodu, že vypadal jako pobuda a zloděj. Jednoho dne ho nějaký neznámý pán požádal, aby mu podržel kufřík, aby mohl chytit klobouk. František čekal na daném místě hodiny a dny, ale nikdo si zpět pro kufřík nepřišel. Po dvou dnech ho četníci odvedli do vězení pro krádež. Pán od kufříku se vše dověděl, zachránil Františka a nechá mu i kufřík s 1,5 milionem korun. Hlavní hrdina časem tyto peníze ztratí a opět se ocitne jako tulák na náměstí, kde k němu přiletí bílá vrána. V tu chvíli se stává králem bílých vran.
Velká policejní pohádka
Policajti, kteří měli noční službu se nudili a začali si vyprávět příběhy. Jedním z nich byl příběh strážníka Vokouna, který na Žižkově sťal hlavy sedmihlavému drakovi, který věznil princeznu muciánskou. Když princeznu Vokoun zachránil, zatelegrafoval panu králi, který mu za záchranu dcery chtěl dát půl království. Vokoun si však vzal jen sáček tabáku.
Další příběh byl o jiném četníkovi, který jednou našel obrovské vejce, z kterého se vyklubala saň. Pojmenovali ji Amina. Protože Amina sežrala vše, co potkala, četníci ji odnesli do spolku pro ochranu zvířat, kde se jí ujal pan Trutina. Ten kvůli sani byl propuštěn z práce i z bytu a neměl žádné prostředky, aby se mohl o Aminu starat. Nemohl pořídít ani sedm psích známek – na každou hlavu jednu. Když bylo nejhůře, Amina se proměnila v princeznu, odstěhovali se do jejího království a pan Trutina se stal králem.
Pošťácká pohádka
Vypráví o pošťáku Kolbabovi, kterému se jednoho dne do rukou dostal dopis bez adresy. Pošťákovi poradili poštovní skřítci, kteří každou noc hrají karty s dopisy, aby si dopis přečetl a vyhledal adresáta. Pošťák Kolbaba dlouhou dobu putoval po světě, aby se dopis dostal do správných rukou.
Velká pohádka doktorská
Je o omylu poslů sultána solimánského. Ti měli za úkol přivézt doktora z Čech, jehož jméno začíná na Dr. Přivezli však dr-voštěpa, ale i ten dokázal vyléčit smutnou a sešlou princeznu solimánskou.

## Varianty
V trojdílném vydání z roku 2018 od nakladatelství Fortuna Libri jsou v Knize třetí ještě další dvě krátké pohádky jako přídavek, který běžně v Devateru pohádek nebývá - O začarovaném tulákovi, O šťastném chalupníkovi - tedy v tomto konkrétním vydání je pohádek celých dvanáct. 

## Filmová zpracování
Krásné náměty jsou vždy velkým lákadlem pro filmové zpracování. Především Čapkova tvorba poskytuje i možnost pro vlastní úpravy. Čeští tvůrci vytvořili jak animované verze pohádek, tak povětšinou byly pohádky zpracovány jako hraná televizní tvorba.

### Animovaný film
V animované verzi byly zpracovány pohádky Vodnická (1973), Loupežnická (1964), Pošťácká (1961), Doktorská (1963), Psí (1959) a Tulácká (1972), které režíroval Eduard Hofman a pohádky vyprávěl Karel Höger.
Ruské animované pohádky:
- Pošťácká pohádka (Почтарская сказка), 1978, autoři: Maya Buzinovova a Joseph Douksha,
- Velká policejní pohádka (Большая полицейская сказка), 1991, autor: Lydia Surikovova.

### Televizní hraná tvorba
Úprava Čapkových pohádek pro televizní tvorbu byla zpracovávána v 70. a 80. letech 20. století.

#### Svatava Simonová
- Velká policejní pohádka (1979) - Zdeněk Řehoř, Rudolf Hrušínský st., Petr Štěpánek, Vlastimil Brodský

#### Libuše Koutná
- Loupežnická pohádka (1980) - Vladimír Menšík, Petr Čepek, Josef Vinklář
- Pošťácká pohádka (1981) - Josef Dvořák, Stanislav Fišer, Jiří Lábus, Ondřej Havelka, Ljuba Krbová
- Doktorská pohádka (1982) - Vladimír Menšík, Lubomír Lipský, Petr Nárožný, Josef Dvořák, Jitka Molavcová
- O princezně Solimánské (1984) - Vladimír Brabec, Ilona Svobodová, Josef Dvořák, Jiří Lábus, Ladislav Trojan, Pavel Zedníček, Ota Jirák, Jiří Hálek, Vítězslav Jandák, Pavel Havránek, Roman Skamene, Jan Kuželka, Vítězslav Bouchner, Jan Klár
- Velká kočičí pohádka (1989) - Pavel Zedníček, Zdeněk Řehoř, Josef Dvořák

#### Ruský televiznífilm
Velká kočičí pohádka (Большая кошачья сказка), 1965, režíroval David Karasik.

### Klasický celovečerní hraný film
Volné zpracování Velké pohádky doktorské a Druhé loupežnické pohádky scenáristy Zdeňka Svěráka a režiséra Karla Smyczka ve filmu Lotrando a Zubejda z roku 1997.